# Uvaria anonoides
Uvaria anonoides är en kirimojaväxtart som beskrevs av Baker f. Uvaria anonoides ingår i släktet Uvaria och familjen kirimojaväxter. Inga underarter finns listade i Catalogue of Life.